# Patrícia Almeida
Patrícia Almeida (Lisboa, 1970 - Lisboa, 21 de Novembro de 2017) foi uma fotógrafa, artista visual e editora Portuguesa. A sua obra destaca-se sobretudo pela fotografia, tendo sido também a co-fundadora da editora GHOST. Desde 2003 que integrava o coletivo artístico P.O.C - Piece Of Cake. O seu livro "No Parking", lançado em 2004, foi condecorado em 2005 com o prémio European Photo Exhibition Award. Foi nomeada duas vezes ao prémio BES Photo (2009 e 2010).

## Percurso
Nascida em Lisboa, em 1970, licenciou-se em História pela Universidade Nova de Lisboa, e estudou também Imagem e Comunicação no Goldsmiths College, em Londres.  A sua obra focou-se sobretudo na fotografia documental, com particular atenção à vida urbana.  Era professora na Escola Superior de Artes e Design das Caldas da Rainha (ESAD). 
Em 2001 viajou para Tóquio, onde produziu o livro "No Parking" (2004), lançado pela POC Editions, uma editora pertencente ao P.O.C - Piece Of Cake coletivo de fotógrafos e artistas visuais europeus e norte-americanos, do qual era integrante.  
Co-fundou em 2011 a editora GHOST juntamente com o seu companheiro, o programador David-Alexandre Guéniot. Com a GHOST, participou em várias feiras internacionais, como a OffPrint em Londres e Paris, e a Pa/per View em Bruxelas.  

## Trabalho publicado e prémios
- No Parking (2004), produzido em Tóquio, concedeu-lhe o prémio European Photo Exhibition Award, no ano seguinte.  [2]
- Portobello (2009), um projecto que incluía uma exposição na galeria Zé dos Bois e também um livro, com fotografias realizadas no Algarve, foi nomeado para o prémio de arte contemporânea BES Photo (agora Novo Banco Photo). [1]
- Ma vie va changer (2015), escrito em conjunto com David-Alexandre Guéniot é uma publicação que consta num registo de imagens de família, retrata o confronto de uma família com os eventos políticos, sociais e económicos nacionais e internacionais que ocorreram entre 2011 e 2013 através de um jogo de relações entre fotografias de família e recortes de imprensa.[2]
- Today I Am Just a Butterfly (2016), Trata-se de um ensaio visual experimental, baseado nas imagens fotográficas da intervenção da ativista freelancer Josephine Witt quando interrompe, no dia 15 de abril de 2015, a conferência de imprensa de Mario Draghi, o presidente do Banco Central Europeu. [2]